# 敗北の少年
「敗北の少年」（はいぼくのしょうねん）は、作詞・作曲・編曲をkemu（堀江晶太）が務めたボーカロイド曲である。使用VOCALOIDはGUMI。

## 概要
ニコニコ動画上では2013年5月6日22時38分にkemuのチャンネルで『【GUMI】敗北の少年【オリジナル曲】』というタイトルで公開され、2022年1月現在までに252万回以上の再生回数を誇っているほか、5万6千件を超えるコメントを記録している。
YouTube上では2013年5月7日にke-sanβのチャンネルで『【HD】 敗北の少年 【GUMI オリジナル曲】- KEMU VOXX』というタイトルで公開され、2022年1月現在までに475万回以上の再生数を記録している。
2016年3月12日にはPENGUIN RESEARCHのオフィシャルチャンネルで同曲のセルフカバーが公開されている。
kemuへのインタビューによれば、基本はフィクションの世界観で描いていたKEMU VOXXの曲で、『敗北の少年』のみが唯一SFというフィクションの世界観を拒否した人物の話となっており、現実を生き延びる人間に寄せた歌詞であるため、生きている人物像を題材とした曲を中心に出しているPENGUIN RESEARCHでのセルフカバーが行えたと話し、一連の「KEMU VOXX」を終わらせる曲だと位置付けている。尚、kemuは2013年5月に『敗北の少年』を投稿したのち、一度時間を置くために4年ほど新曲の投稿をやめたのち、『拝啓ドッペルゲンガー』を投稿している。
アニメイトタイムズは、『敗北の少年』がミニアルバム『WILL』の最終曲として収録されたことに対して、前曲の「世界最後の日に」とは違って理想ではなく現実を意識している曲が『敗北の少年』のため、叙情的効果やサビへ一気に向かっていく印象のある『敗北の少年』が最終曲に入れられたのではないかと分析している。

## 収録

### アルバム・シングル
- PENGUIN RESEARCHアルバム『敗者復活戦自由形』[12]
- PENGUIN RESEARCHミニアルバム『WILL』[13][14]
- KEMU VOXX『Pandora VOXX-reboot』[15]
- KEMU VOXX『PANDORA VOXX』[16]
- KEMU VOXX『Pandora VOXX-complete-』[17]
- ヲタみん『Cheerful Voice』[18]
- Geroのアルバム『SECOND』（「feat.まらしぃ」バージョン）[19]
- +α/あるふぁきゅん。『Rootage/α ルーテージ/アルファ』[20]

### サブスク
- あらき[21]

### ライブ等
- キミノマワリ。のメンバー三人の卒業公演[22]
- After the Rainのライブ『After the Rain - WINTER TOUR 2015 -』[23]
- 音楽フェスティバル「Best Beauty Booking」での大矢梨華子の歌枠[24]
- アルスマグナlive tour 2016炎夏祭samba carnaval[25]
- リスアニ! LIVE2019でのPENGUIN RESEARCH[4]

### 書籍
- 『初心者でも3段階でラクラク!人気ボカロソング: 初心者にやさしいアレンジで最新&定番ボカロ曲を難易度別に掲載☆3ステップで楽しく弾けるようになろう!』[26]
- 『初心者のためのかんたんステップアップ!ボカロソング』[27]